# 馬克·戴維斯 (投手)
馬克·威廉·戴維斯（英語：Mark William Davis，1960年10月19日—），為前美國職棒大聯盟的投手，生涯曾效力過費城人、巨人、教士、皇家、勇士與釀酒人等隊。戴維斯在1989年以後援投手身分拿下賽揚獎。退休後他在皇家小聯盟擔任投手指導員，2012年，他在短期1A短暫擔任一年教練後於棒壇退休。

## 職業生涯
戴維斯在1980年球季末登上大聯盟。之後他在1983年加入巨人，1984年他先發27場比賽寫下個人單季新高，但他僅拿下5勝17敗。1985年，巨人決定讓戴維斯轉型為牛棚投手。1987年季中，巨人將表現普普的戴維斯交易到教士。
1988年，戴維斯成為教士隊的終結者。該年他拿下28次救援成功。1989年，他拿下生涯新高的44次救援成功，防禦率僅1.85。這兩年他都入選明星賽，並在1989年拿下賽揚獎。他是大聯盟史上第四位獲得賽揚獎的終結者，也是20世紀最後一位。
1990年，戴維斯加入皇家。不過他在球季初表現不佳，最後被Jeff Montgomery取代終結者位置。1992年，戴維斯在勇士待了半個球季後，在1993年重返教士。1994年球季結束後，戴維斯一度離開大聯盟。不過他後來在1997年回鍋釀酒人，並在球季結束後正式退休。他在最後8個球季僅拿下11次救援成功，跟他巔峰年成績相去甚遠。

## 生涯投球成績
| 勝投 | 敗投 | 防禦率 | 出賽場次 | 先發 | 救援成功 | 投球局數 | 安打 | 失分 | 自責分 | 全壘打 | 保送 | 三振 | 暴投 | 觸身球 |
| ---- | ---- | ------ | -------- | ---- | -------- | -------- | ---- | ---- | ------ | ------ | ---- | ---- | ---- | ------ |
| 51   | 84   | 4.17   | 624      | 85   | 96       | 1145.0   | 1068 | 582  | 530    | 129    | 534  | 1007 | 63   | 28     |

## 退休之後
2003年到2005年間，戴維斯在響尾蛇先後擔任牛棚教練和投手教練。2006年到2010年間，他在皇家的亞利桑那聯盟球隊擔任投手教練。2011年，他在皇家擔任小聯盟的投手指導員。

## 個人生活
目前戴維斯和他妻子定居在亞利桑那州的史考茲谷。他們育有2男2女。

## 外部連結
- 球員資訊和成績在MLB，ESPN，Baseball-Reference，Fangraphs（英文）